# Вуд, Джон (активист)
Джон Вуд (англ. John Wood; род. 1964, Хартфорд, США) —  американский предприниматель и социальный активист. Основатель некоммерческой организации «Room to Read», которая стремится улучшить грамотность и гендерное равенство в системе образования развивающихся стран. «Room to Read» действует в десяти странах Азии и Африки, предоставив доступ к образованию более 8,8 млн детям. Вуд бывший маркетолог компании «Майкрософт» и автор двух книг «Leaving Microsoft to Change the World» и «Creating Room to Read: A Story of Hope in the Battle for Global Literacy».

## Биография
Джон Вуд родился в январе 1964 года, в Хартфорде. Позже его семья поселилась в Афинах (штат Пенсильвания), где он учился в средней школе. Он имеет степень бакалавра полученную в университете Колорадо, и степень магистра в области делового администрирования полученную в Северо-Западном университете.
С 1991 по 1999 годы, Джон Вуд работал в компании Microsoft. Он был директором по маркетингу в Австралии и азиатско-тихоокеанского региона и директором по развитию бизнеса в большом Китае.
В 1998 году Вуд взял отпуск, чтобы отправиться в поход через Гималаи. Во время похода в Аннапурне (Непал), он встретил «работника образования», с которым посетил начальную школу, где училось 450 детей, и в библиотеке которой были всего две книги. Увидев реакцию Вуда на отсутствие книг, директор школы предложила: «Может, вы, сэр, когда-нибудь вернетесь и привезете книги». Год спустя, Вуд вернулся в Непал, чтобы подарить местным подросткам около 3 000 книг. Вскоре после этого, он оставил свою работу в компании «Microsoft», чтобы полностью посвятить себя благотворительной деятельности.
«Leaving Microsoft» был опубликована издательством «Харпер Коллинз» в августе 2006 года. Он был показан на шоу Опры Уинфри в 2007 году. «Leaving Microsoft» был опубликован на 21 языке.
В 2000 году он основал организацию «Room to Read». В настоящее время организация работает в десяти странах по всей Азии и Африки (Бангладеш, Индии, Камбодже, Лаосе, Непале, Южной Африке, Шри-Ланке, Танзании, Вьетнаме и Замбии). Она сосредоточена на повышении уровня грамотности и гендерного равенства в сфере образования в развивающихся странах.
В 2010 году организация отметила свой десятилетний юбилей, которая включала открытие своей 10000 библиотеки, строительство 1000 школы, и поддержку 10 000 девушки в программе Girls’ Education.
Организация распределила 13,3 млн книг и издала на свои средства 885 книг (в том числе более 700 детских книг на 27 языках мира), более 25,7 тыс. девочек участвовали в программе Girls’ Education.
В 2004, 2006 и 2010 годах  Джон Вуд и «Room to Read» получали премии в области социального предпринимательства от Фонда Сколла.